# Tom Scott (Komponist)
Thomas Jefferson „Tom“ Scott (* 28. Mai 1912 in Campbellsburg, Kentucky; † 12. August 1961 in New York City) war ein US-amerikanischer Komponist und Sänger.

## Leben
Scott erlernte von seinem Onkel das Violinspiel und musizierte in seiner Jugend in Jazzbands. Er studierte an der University of Kentucky und zog anschließend nach New York City, wo er als Arrangeur für Fred Waring arbeitete. Auch war er Schüler von George Antheil, Harrison Kerr und Wallingford Riegger. Einige Jahre lang war er in Hollywood tätig. 1942 begann er eine erfolgreiche Laufbahn als Volksliedsänger, wobei er sich selbst auf der Gitarre begleitete. In den 1940er Jahren trat er als The American Troubadour in einer eigenen Hörfunksendung auf und unternahm Konzertreisen durch die Vereinigten Staaten und Europa. Nach und nach verlagerte sich der Schwerpunkt seiner Aktivitäten vom Gesang auf die Komposition. Eine fruchtbare Zusammenarbeit verband Scott mit der Fernsehsendung Camera Three und dem Produzenten Robert Herridge, für dessen Theatersendungen er zahlreiche Begleitmusiken schrieb.
Tom Scott war in den 1950er Jahren mit Ruth Walton verheiratet und bekam mit ihr die Tochter Susanna. Die Ehe wurde nach kurzer Zeit geschieden.  Scott, der seinen zahlreichen Tätigkeiten zum Trotz stets in finanziell prekären Verhältnissen lebte, starb 1961 an einem Herzinfarkt.

## Schaffen
Obwohl Scott auch einige volkstümliche Lieder für den eigenen Gebrauch schrieb, wurde er als Komponist vor allem durch seine Orchesterwerke bekannt. Außerdem schrieb er Kammermusik, Lieder mit Klavierbegleitung, eine Oper und Begleitmusiken zu Filmen und Fernsehsendungen. Sein Kompositionsstil ist tief in der amerikanischen Volksmusik verwurzelt und viele seiner Werke sind auf originalen Volksmelodien aufgebaut. Besondere Bekanntheit erlangte sein Orchesterstück From the Sacred Harp, das von den New Yorker Philharmonikern unter der Leitung von Leopold Stokowski uraufgeführt und eingespielt wurde.

## Werke

### Oper
- The Fisherman (1936)

### Orchestermusik
- Song with Dance (1932)
- Plymouth Rock (1938)
- Hornpipe and Chantey (1944)[1]
- From the Sacred Harp (1946)
- Sinfonie (1946)
- Johnny Appleseed. A Portrait for Orchestra op. 14 (1948)[2]
- Binorie Variations (1953)[1]
- Fanfare and Cantilena
- Coney Island

### Werke für Erzähler und Orchester
- Ballad of the Harp Weaver für Erzähler, Harfe und Streichorchester nach Edna St. Vincent Millay (1953)[3]
- Sophocles and the Hyena nach Jim Moran

### Werke für Streichorchester
- From the Southern Highlands
- Colloquy
- Music for Strings
- Lento für Saxophon und Streicher (1953)

### Kammermusik
- Streichquartett Nr. 1 (1944)
- Emily Dickinson Suite für Violine und Harfe (1955)
- Streichquartett Nr. 2 (1956)

### Bühnenmusik
- Ferdinand Bruckner: Gloriana (1938)

### Volksliedbearbeitungen
- Sing of America. Folk tunes collected and arranged by Tom Scott (1947)[4]